# Куніаль
Куніаль — сплав міді з нікелем та алюмінієм. Назва сплаву утворена першими буквами складових: «ку» (Cu) — «ні» (Ni) — «аль» (Al).

## Склад сплавів
За ДСТУ ГОСТ 492:2007 випускаються дві марки куніалю:
- МНА13-3 (Куніаль-А), що містить 12,0...15,0% Ni+Co, 2,3...3,0% Al, решта — мідь, допускається до 1,9% домішок, з них не більше 1,0% Fe, 0,50% Mn, 0,002% Pb;
- МНА6-1,5 (Куніаль-Б), що містить 5,5...6,5% Ni+Co, 1,2...1,8% Al, решта — мідь, допускається 1,1% домішок, з них не більше 0,5% Fe, 0,20% Mn та 0,002% РЬ.

## Властивості сплавів
Куніалі мають високу міцність і пружність, холоднотривкість, корозійну тривкість, задовільно обробляються тиском у гарячому стані, добре зварюються й паяються твердими й м'якими припоями. У сплавах з підвищеним вмістом алюмінію виникають певні труднощі під час зварювання й паяння внаслідок утворення оксидної плівки. Куніаль має добру корозійну стійкість. При наявності розтягувальних напружень в поверхневих шарах він схильний до розтріскування при відпалюванні та експлуатації при підвищених температурах.
Завдяки різкій температурній залежності розчинності Ni й Al в Cu в твердому стані ці сплави істотно зміцнюються дисперсійним твердненням: гартуванням від  900…1000 оС з охолодженням у воді, старінням 500…600 оС з витримкою 1…2 год. Зміцнення забезпечує виділення дисперсних нанорозмірних частинок алюмінідів Ni3Al і NiAl. 
Куніаль-А постачається у вигляді пресованих прутків діаметром 60...95 мм для виробів підвищеної міцності (границя міцності не менше 700 МН/м², відносне видовження δ  — не менше 7%). В нагартованому стані Куніаль-А має σв до 950 МН/м² при δ = 2...4%. Куніаль-Б постачається у вигляді смуг товщиною 0,5...3 мм для пружин (границя міцності не менше 550 МН/м², відносне видовження δ — не менше 3%).

## Використання
Куніаль А використовується для виготовлення деталей спеціального призначення, які повинні володіти одночасно міцністю і високою корозійною стійкістю. Куніаль Б застосовується для виготовлення пружин та інших пружних елементів відповідального призначення, а також кріогенної техніки завдяки його високій морозостійкості.
Куніаль використовується для виготовлення гребних гвинтів. Він має міцність сталі, але набагато краще протистоїть корозії. Куніаль може перебувати у воді десятиліттями, не іржавіючи при цьому.